# Junge Volkspartei
Die Junge Volkspartei (JVP), eigentlich die Junge ÖVP, bis 1971 Österreichische Jugendbewegung, ist eine politische Jugendorganisation und eine der sechs Teilorganisationen der Österreichischen Volkspartei.

## Struktur
Ihr Ziel ist die politische Interessenvertretung für junge Menschen bis zu einem Alter von 35 Jahren. Sie ist in neun Landesgruppen organisiert, die sich weiter in Bezirks- und Ortsgruppen aufteilen. Die Bundesorganisation hat ihren Sitz in Wien, das Mindestalter für einen Beitritt beträgt 15 Jahre, mit Erreichen des 35. Lebensjahrs scheidet man (normalerweise) aus der Organisation aus. Die JVP hat nach eigenen Angaben etwa 100.000 Mitglieder.
Zum Stand vom 31. Juli 2024 stellt die Junge Volkspartei (JVP) eine Staatssekretärin, acht Nationalratsabgeordnete, drei Bundesrätinnen, sechzehn Landtagsabgeordnete sowie zahlreiche Gemeinderätinnen und Gemeinderäte. Diese Vertreter setzen sich auf allen Ebenen für die Anliegen junger Menschen in Österreich ein. Seit der Europawahl 2024 stellt die JVP zudem zwei Europaabgeordnete.

## Politische Inhalte
Die Junge Volkspartei wurde 1946 als eigenständiger Bund innerhalb der ÖVP gegründet. Ihre politische Ausrichtung wird als christdemokratisch bezeichnet. Die JVP bekennt sich „zu einem selbstständigen Österreich und zur europäischen Integration“. Innerhalb der ÖVP war die Junge Volkspartei der erste Bund, der einen Beitritt Österreichs zur damaligen Europäischen Gemeinschaft befürwortete.
Als größte politische Jugendorganisation in Österreich, vertrat die JVP oftmals Standpunkte, die sie in Konflikt mit der Bundespartei brachten, war jedoch seit ihrer Gründung das wichtigste Instrument der Partei, um junge Wählerschichten anzusprechen. Ihre Hauptthemen hierbei sind Schule, Lehre und Hochschulen aber auch Familie, Generationen Gerechtigkeit und Umwelt. Ein weiteres Thema der Jungen Volkspartei ist der Einsatz gegen den Antisemitismus, wofür die politische Organisation im Jahr 2020 den Jugendstaatspreis erhielt.

## Geschichte
Die JVP wurde 1945 als „Österreichische Jugendbewegung“ gegründet und verstand sich zunächst als Vorfeldorganisation der ÖVP. 1971 wurde sie – unter dem Namen Junge Volkspartei – zur gleichberechtigten Teilorganisation der Partei. Einige Bezirks- und Ortsorganisationen verwenden die frühere Bezeichnung bis heute als Namenszusatz.
Die proeuropäische Linie der Organisation wurde besonders unter Bundesobmann Othmar Karas geschärft, der die JVP von 1981 bis 1990 führte. Unter ihm stellten die "Jung Schwarzen" innerhalb der ÖVP den Antrag auf Aufnahme Österreichs in die damalige Europäische Gemeinschaft.

### "Bonzen quälen, Himmer wählen"
Ab 1990 übernahm Harald Himmer die Junge Volkspartei. In seine Zeit als Bundesobmann fiel auch der Nationalratswahlkampf 1990. Der damals 26-Jährige wurde wie die meisten jüngeren Kandidaten auf einem eher aussichtslosen Listenplatz gereiht. Er versuchte daher im Wahlkampf, über Vorzugsstimmen ein Mandat zu erringen, und trat mit Aufklebern mit der Aufschrift „Bonzen quälen – Himmer wählen“ mit dem Untertitel „Bonzen, wollt Ihr ewig fressen?" an. Himmer lud unter dem Motto "Diätvorschläge gegen die Politversklavung“ zu einer Pressekonferenz ein. Seine Forderungen waren eine Beschränkung der parlamentarischen Tätigkeit auf zwei Funktionsperioden in einer Folge und ein Persönlichkeitswahlrecht. Harald Himmer bekam durch seine Kampagne allerdings nicht die nötige Anzahl von Vorzugsstimmen, um in den Nationalrat einziehen zu können. 1993 übergab Himmer sein Amt an Werner Amon.

### Mit Werner Amon erstmals im Nationalrat
1993 wurde der Steirer Werner Amon zum neuen Bundesobmann gewählt. Ein Jahr später zog dieser für die Junge ÖVP in den Nationalrat ein und engagiert sich ab dem Zeitpunkt im Parlament. Als ehemaliger Bundesschulsprecher etablierte er ein enges Kooperationsverhältnis zwischen der Bundes-JVP und der Schülerunion, weswegen er auch zum Förderer der damaligen Bundesobfrau der Schülerunion Silvia Grünberger wurde.

### Silvia Grünberger – die erste Bundesobfrau
Am Bundestag von Knittelfeld wurde Silvia Grünberger (geb. Fuhrmann) 2001 mit 91 Prozent zur ersten Bundesobfrau in der Geschichte der Organisation gewählt. Während ihrer Amtszeit setzte sie u. a. in den Bereichen Wehr- und Zivildienst sowie Generationengerechtigkeit Schwerpunkte, geriet aber aufgrund ihres von Teilen der Organisation als "eigenwillig" erachteten Stils (u. a. "Wurstsemmelsager") sehr bald in die Kritik. Nicht zuletzt auch deshalb hatte Grünberger 2004 am Bundestag in Linz mit Lukas Mandl einen Gegenkandidaten. Sie konnte jedoch die Wahl mit 64,7 Prozent für sich entscheiden. 2007 erreichte sie in Alpbach ohne Gegenkandidaten 53,4 Prozent. Dieses Ergebnis löste letztlich eine JVP-interne Diskussion über Grünberger aus. Innerhalb mehrerer Landesorganisationen wurde bald offen ein Wechsel an der Spitze der Bundesorganisation gefordert. Die JVP-Landesgruppen in der Steiermark und in Kärnten bekräftigten dies zusätzlich durch Vorstandsbeschlüsse zur Abhaltung eines außerordentlichen Bundestags. Grünberger gab dem internen Druck schließlich am 3. Mai 2009 nach und man einigte sich auf den damaligen Wiener JVP-Chef Sebastian Kurz, der von der JVP-Bundesleitung einstimmig zum neuen Obmann gekürt wurde.

### Die JVP in der Ära Sebastian Kurz
Im Juni 2009 wurde Sebastian Kurz in Eisenstadt mit 99 Prozent der Delegiertenstimmen zum neuen JVP-Bundesobmann gewählt. Die erste Phase seiner Arbeit widmete er der internen Stabilisierung und Neuausrichtung der Jungen ÖVP, sowohl inhaltlich als auch personell. Einen hohen Aufmerksamkeitsgrad erlangte er dabei mit z. T. provokant geführten Kampagnen. Bei den Wiener Gemeinderatswahlen am 10. Oktober erreichte er 858 Vorzugsstimmen und zog in den Landtag ein. Am 21. April 2011 wurde Kurz im Rahmen einer Kabinettsumbildung als neuer Integrations-Staatssekretär angelobt – mit 24 Jahren war er somit das jüngste Regierungsmitglied in der Geschichte der Zweiten Republik. Am 14. April 2012 präsentierte die JVP auf ihrem Bundestag in Graz ihre Vorschläge zum Ausbau der direkten Demokratie in Österreich. Sebastian Kurz wurde zudem mit 100 Prozent in seinem Amt als Bundesobmann bestätigt.
Nach der Nationalratswahl 2013 waren mit Asdin El Habbassi aus Salzburg und Eva-Maria Himmelbauer aus Niederösterreich zwei Abgeordnete aus den Reihen der Jungen ÖVP im Nationalrat vertreten. Seit 16. Dezember 2013 ist Sebastian Kurz österreichischer Bundesminister für europäische und internationale Angelegenheiten.
Nach 2004 war Linz am 10. Jänner 2015 erneut Austragungsort eines JVP-Bundestags, wo Kurz wieder mit 100 Prozent in seinem Amt bestätigt wurde. Zudem beschloss die JVP einen Forderungskatalog, der u. a. ein detailliertes Vorzugsstimmenmodell zur Erlangung von Mandaten beinhaltete. Nachdem Sebastian Kurz im Mai 2017 die Obmannschaft in der ÖVP übernommen hatte, folgte auch ein Wechsel an der Spitze der Jungen ÖVP. Stefan Schnöll folgte Sebastian Kurz nach, der seit 2009 an der Spitze der Jungen ÖVP stand.

### Bundesobmann Stefan Schnöll
Beim Bundestag der Jungen ÖVP am 25. November 2017 übergab Sebastian Kurz seine Funktion als Bundesobmann offiziell an seinen Nachfolger Stefan Schnöll. Neben Schnöll wurden Nico Marchetti, Claudia Plakolm, Patrik Fazekas, Raphael Wichtl, Lukas Schnitzer, Bernhard Heinreichsberger, Melanie Laure und Dominik Schrott zu Stellvertretern gewählt, Laura Sachslehner wurde zur JVP-Generalsekretärin bestellt. Außerdem wurde ein Leitantrag mit 100 Zielen beschlossen.
Insgesamt stellte die Junge ÖVP zu Beginn der XXVI. Gesetzgebungsperiode (2017) acht Nationalratsabgeordnete, neben Schnöll, Marchetti, Plakolm und Schrott waren dies Martina Kaufmann, Klaus Lindinger, Johanna Jachs und Eva-Maria Himmelbauer.
Nach dem Rücktritt von Dominik Schrott aus allen politischen Ämtern im August 2018 wurde Sophia Kircher vom Vorstand der Jungen Volkspartei Tirol zur Landesobfrau gewählt.
Zu Beginn der XXVII. Gesetzgebungsperiode (2019) stellt die Junge ÖVP neun Nationalratsabgeordnete. Neu sind Corinna Scharzenberger aus der Steiermark und Carina Reiter aus Salzburg, weiterhin vertreten sind Martina Kaufmann, Nico Marchetti, Claudia Plakolm, Johanna Jachs, Klaus Lindinger, Eva-Maria Himmelbauer sowie Lukas Brandweiner. Marlene Zeidler-Beck vertritt die Anliegen der Jungen ÖVP weiterhin im Bundesrat.
Im Juni 2020 wurde Claudia Plakolm als Nachfolgerin von Stefan Schnöll als Bundesobfrau der Jungen ÖVP designiert und am 15. Mai 2021 ernannt.

### Bundesobfrau Claudia Plakolm
Im Juni 2020 wurde Claudia Plakolm als Nachfolgerin von Stefan Schnöll von der Bundesleitung der Jungen ÖVP als Bundesobfrau designiert. Am 27. o. Bundestag im Mai 2021 wurde Plakolm schließlich von den Delegierten aus ganz Österreich mit 94,4 % zur Bundesobfrau gewählt. Ihre Stellvertreterinnen und Stellvertreter wurden Landesobmann Julian Geier aus Kärnten, die Tiroler Landtagsvizepräsidentin Sophia Kircher, die selbstständige Fotografin Michaela Lorber aus der Steiermark, der Wiener Nationalratsabgeordnete Nico Marchetti, Österreichs jungste Bürgermeisterin Bernadette Schöny aus Niederösterreich und der Vorarlberger Landtagsabgeordnete Raphael Wichtl, zwei weitere Bundesvorstandsmitglieder wurden Bettina Pauschenwein aus dem Burgenland und Tobias Pürcher aus Salzburg.
Neben der Wahl des neuen Teams stimmten die Delegierten über den Leitantrag ab. Dieser wurde im Rahmen des größten Programmprozesses in der Geschichte der Organisation gemeinsam von zahlreichen Mitgliedern aus ganz Österreich unter dem Motto „Update Österreich“ erarbeitet. Mehrere Forderungen wie eine höhere Entschädigung für Zivil- und Grundwehrdiener, Einführung einer Pflegelehre und eines Schulfaches für digitale Kompetenzen, die Verankerung von Finanzbildung im Unterricht, oder die Einführung einer Servicestelle Ehrenamt wurden in den Folgejahren realisiert.
Am 6. Dezember 2021 wurde Plakolm im Rahmen einer Regierungsumbildung als erste Jugend-Staatssekretärin in der Geschichte der Zweiten Republik angelobt und ist zudem seit Mai 2022 für den Zivildienst zuständig. Im März 2024 übernahm sie die Digitalisierungsagenden von Florian Tursky.
Mit 1. Jänner 2023 hat der Tiroler Dominik Berger, zuletzt Pressesprecher von Jugenstaatssekretärin Claudia Plakolm, Sabine Hager als Generalsekretärin der JVP abgelöst.
Am 29. Juni 2024 hielt die JVP ihren 28. ordentlichen Bundestag in Schladming, wo Plakolm mit 99,5 % für drei weitere Jahre als Bundesobfrau der Jungen Volkspartei (JVP) bestätigt wurde. Als Stellvertreter wurden Julian Geier, Antonia Herunter, Sebastian Stark, Moritz Otahal, Sophia Kircher und Harald Zierfuß gewählt.
Seit dem 5. Juli 2024 ist bekannt, dass Claudia Plakolm bei der Nationalratswahl 2024 auf Platz 2 hinter Bundeskanzler Karl Nehammer auf der Bundesliste der ÖVP steht.

## Mitgliedschaften
Auf europäischer Ebene ist die JVP Mitglied der YEPP. Außerdem ist die Junge Volkspartei Teil der IYDU. In beiden Organisationen stellt sie aktuell den Vorsitz. Fünf ihrer neun Landesorganisationen sind zudem Mitglieder der Jungen Alpenregion.

## Bisherige Bundesobleute der Jungen Volkspartei
- 1945–1946 Franz Kittel
- 1946–1950 Josef Hans
- 1950–1955 Karl Ryker
- 1955–1960 Karl Haider
- 1960 Otto Müller
- 1960–1972 Fritz König
- 1972–1981 Josef Höchtl
- 1981–1990 Othmar Karas
- 1990–1993 Harald Himmer
- 1993–2001 Werner Amon
- 2001–2009 Silvia Grünberger
- 2009–2017 Sebastian Kurz[30]
- 2017–2021 Stefan Schnöll[31]
- seit 2021 Claudia Plakolm